# Beaubery
Beaubery é uma comuna francesa na região administrativa de Borgonha-Franco-Condado, no departamento Saône-et-Loire. Estende-se por uma área de 23,06 km². Em 2010 a comuna tinha 371 habitantes (densidade: 16,1 hab./km²).